# Montserrat Carulla
Montserrat Carulla i Ventura (Barcelona, 1930. szeptember 19. – Barcelona, 2020. november 24.) katalán színésznő.

## Fontosabb filmjei
Mozifilmek
- Surcos (1951)
- Vida de familia (1963)
- Hic Digitur Dei (1976)
- Cambio de sexo (1977)
- Companys, procés a Catalunya (1979)
- El vicari d'Olot (1981)
- Tu nombre envenena mis sueños (1996)
- Hátsó utakon (Carreteras secundarias) (1997)
- La ciudad de los prodigios (1999)
- Nyugdíjas bérgyilkos (Mala uva) (2004)
- Mariposa negra (2006)
- Árvaház (El orfanato) (2007)
- Siempre hay tiempo (2009)
- Urte berri on, amona! (2011)
- Orson West (2012)
- Hóesés Barcelonában (Barcelona, nit d'hivern) (2015)
- Oh, quina joia! (2016)

Tv-sorozatok
- Novela (1964–1976, 32 epizódban)
- Teatro catalán (1965–1974, kilenc epizódban)
- La saga de los Rius (1976–1977, 11 epizódban)
- Lletres catalanes (1975–1979, 12 epizódban)
- La claror daurada (1989, 12 epizódban)
- La Granja, menjars casolans (1990–1992, 33 epizódban)
- Oh! Europa (1994, 13 epizódban)
- Oh, Espanya! (1996–1997, 17 epizódban)
- Laberint d'ombres (1998–2000, 37 epizódban)
- El cor de la ciutat (2000–2008, 56 epizódban)
- Crematorio (2011, nyolc epizódban)
- Kubala, Moreno i Manchón (2011, egy epizódban)
- La Riera (2012–2014, 16 epizódban)